# Konrad Schäfer (Mediziner)

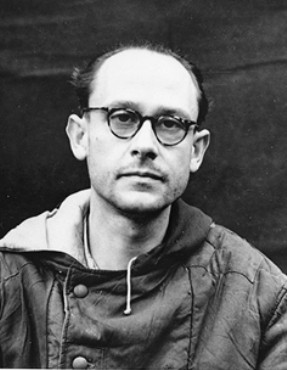
Konrad Schäfer während der Nürnberger Prozesse

Konrad Wilhelm Philip Schäfer (* 7. Januar 1911 in Mülhausen; † nach 1951) war ein deutscher Mediziner und Unterarzt im Stab des Forschungsinstituts für Luftfahrtmedizin. Er war wegen seiner Menschenversuche im Zweiten Weltkrieg beim Nürnberger Ärzteprozess angeklagt, wurde aber freigesprochen.
Schäfer studierte an den Universitäten München, Berlin und Innsbruck und schloss sein Studium an der Universität Heidelberg im Dezember 1935 ab. Schäfer wurde 1936 ebenda über Das Fluoreszenzlicht des ultraviolett bestrahlten Hämatoporphyrins zusammen mit Anneliese Schulmeyer promoviert und arbeitete ab 1937 mit Unterbrechungen als Assistent am Chemotherapeutischen Laboratorium der Schering AG. Im November 1941 ging er zur Sanitätsversuchs- und Lehrabteilung der Luftwaffe in Jüterbog und referierte Ergebnisse von Menschenversuchen im KZ Dachau zum Thema Durst und Durstbekämpfung auf der Tagung Seenot im Oktober 1942. Im Jahr 1944 war er am Forschungsinstitut für Luftfahrtmedizin des Reichsluftfahrtministers tätig. Er gilt als Erfinder einer Methode zur Meerwasserentsalzung, die 1944 im KZ Dachau an 44 Roma erprobt wurde.
Wegen seiner Menschenversuche wurde er im Nürnberger Ärzteprozess angeklagt, am 20. August 1947 allerdings freigesprochen. Bis 1951 war er im Dienst der United States Air Force auf der Randolph Air Base in San Antonio (Texas) tätig.